# Front populaire (Lettonie)
Pour les articles homonymes, voir Front populaire.
Le Front populaire de Lettonie (en letton : Latvijas Tautas fronte) était une organisation politique nationaliste lettone, actif dans les années 1980 et au début des années 1990. Le 26 mars 1989, il emporte 26 sièges sur 40 au parlement letton. Ce parti politique fut créé afin d'obtenir l'indépendance de la Lettonie. Il cesse officiellement d'exister en juin 1993.
Son journal officiel était Atmoda (signifiant « réveil » en letton), imprimé en letton et en russe de 1989 à 1992.

## Histoire
La Lettonie, ainsi que l'Estonie et la Lituanie, étaient occupées par l'Union soviétique en 1940. Pour éviter les bains de sang, il y avait relativement peu de résistance à l'occupation, mais même si les Lettons ne cachaient pas leur profonde faiblesse, ils ont su attendre pour regagner peu à peu leur indépendance. La chance apparut en 1980 lorsque Gorbatchev tenta de réformer l'Union soviétique. La politique glasnost de Gorbachev autorisa la liberté d'expression dans l'Union soviétique.
Le mouvement indépendantiste de la Lettonie commença en 1986, par un mouvement pour l'indépendance et les droits de l'homme. Les premières manifestations, organisées par Helsinki-86 étaient, cependant, annulées par la RSS de Lettonie. Le point de rupture a démarré en 1988 lorsque le drapeau de la Lettonie, qui avait été banni durant la période soviétique, est redevenu le drapeau officiel du pays.
Il participa aux événements de janvier de 1991 en Lettonie, qui virent l'invasion du pays par les Soviétiques.